# Tipula flabellicornis
Tipula flabellicornis är en tvåvingeart som först beskrevs av Fabricius 1781.  Tipula flabellicornis ingår i släktet Tipula och familjen fjädermyggor.
Artens utbredningsområde är Tyskland. Inga underarter finns listade i Catalogue of Life.